# Furio Zanasi
Furio Zanasi – włoski baryton, specjalizujący się w wykonaniach muzyki dawnej.
Debiutował w 1987 w roli Marcello w Cyganerii Giacomo Pucciniego.
Współpracował z takimi artystami jak René Jacobs, Jordi Savall, Alan Curtis, Gabriel Garrido, Alessandro de Marchi czy Andrew Parrott. Nagrywał dla wytwórni Opus 111, Stradivarius, K617, Virgin, Harmonia Mundi i in..
Występował na wielu różnych festiwalach. 31 maca 2010 w ramach festiwalu Misteria Paschalia wystąpił w krakowskim kościele św. Katarzyny w projekcie Jordiego Savalla – La Ruta de Oriente.